# پ
Pe（پ）是波斯字母系统中的一个字母，用于表示音素/p/。写法是在bā'（ب）下再加两个附加的音素点。它是专门为表记波斯语中的特有发音而创造的四个字母之一，这些字母还包括چ和گ等。它在波斯语和库尔德语以及其他伊朗语言、维吾尔语、乌尔都语、普什图语、信德语、克什米尔语、Kuryan语、希尼亚语和多种突厥语族语言中使用（在这些语言采用拉丁字母和西里尔字母表记之前），但在阿拉伯语中没有，阿拉伯语中通常用字母bā'（ب）。该字母在埃及被称为be-talat noʾaṭ（بهبتلاتنقط[be beˈtælæt ˈnoʔɑtˤ]，意为“有三个点”）。不过，在阿拉伯语中，它是两个常见的外来字母之一（另一个是ڤ/v/），有时在某些阿拉伯方言中用于表示外来语，在借词中或科学类词汇时表示/p/，并且可以被ب替代，例如“蛋白质”（بروتين或پروتين）一词。
| 在词语中的位置：        | 独立 | 尾部 | 中部 | 首部 |
| ----------------------- | ---- | ---- | ---- | ---- |
| 誊抄体： （显示异常？） | پ‎    | ـپ‎   | ـپـ‎  | پـ‎   |
| 波斯体： （显示异常？） | پ‬    | ـپ‬   | ـپـ‬  | پـ‬   |

## Unicode
|             | پ                 | پ                 |
| ----------- | ----------------- | ----------------- |
| Unicode名称 | Arabic Letter Peh | Arabic Letter Peh |
| 编码        |                   |                   |
| Unicode     | 684               | U+067E            |
| UTF-8       | 217 190           | D9 BE             |
| UTF-16      | 1662              | 067E              |
| 字符值引用  | &#1662;           | &#x67E;           |